# Выборы губернатора Хабаровского края (2024)
Досрочные выборы губернатора Хабаровского края состоялись в Хабаровском крае 6—8 сентября 2024 года в единый день голосования, одновременно с выборами в Законодательную думу Хабаровского края.

## Предыстория
20 июля 2020 года президент России Владимир Путин отрешил Сергея Фургала от должности губернатора Хабаровского края в связи с утратой доверия президента России, после его ареста в июле того же года по подозрению в организации двух убийств и одного покушения на убийство, и назначил временно исполняющим обязанности главы региона депутата Государственной Думы от ЛДПР Михаила Дегтярёва. После своего назначения Дегтярёв столкнулся с оппозицией со стороны сторонников Фургала за его жёсткую позицию по отношению к протестующим, увольнения чиновников краевого правительства из команды Фургала и назначение в свою администрацию выходцев из Москвы и Самары. В частности, это привело к тому, что видные сторонники Фургала, такие как члены Совета Федерации от Хабаровского края Елена Грешнякова и Сергей Безденежных, а также спикер Хабаровской городской Думы Михаил Сидоров в знак протеста вышли из ЛДПР. Несмотря на продолжавшиеся протесты, Дегтярёв победил на последующих губернаторских выборах 19 сентября 2021 года в первом туре, набрав 56,81 % голосов избирателей, а его ближайшая соперница, телеведущая Марина Ким от СРЗП заняла второе место с 25,39 % голосов.
В начале мая 2024 года Дегтярёв упоминался как потенциальный кандидат в министры спорта России наряду с заместителем министра Одесом Байсултановым. 11 мая переназначенный председатель Правительства России Михаил Мишустин предложил губернатору Михаилу Дегтярёву занять пост министра спорта в своём втором правительстве, на смену Олега Матыцина. Комитет Государственной Думы по физической культуре и спорту единогласно поддержал кандидатуру Дегтярёва 12 мая, а через два дня нижняя палата большинством проголосовала за утверждение Дегтярёва в должности нового министра спорта (350 — «за», воздержались — 79). Таким образом, Дегтярёв стал единственным нечленом партии «Единая Россия», не считая независимых, в кабинете Мишустина.
В ходе своего утверждения в должности министра спорта Дегтярёв покинул Хабаровск 12 мая 2024 года, назначив первого вице-губернатора Хабаровского края Александра Никитина временно исполняющим обязанности главы региона. Среди кандидатов по назначению врио президентом России помимо самого Никитина были сенатор Андрей Базилевский, заместитель Генерального прокурора России в Дальневосточном и Сибирском федеральном округах Дмитрий Демешин, заместитель полпреда президента России в ДФО Денис Андреев, глава Росреестра Олег Скуфинский. В итоге, 15 мая президент России Владимир Путин своим указом назначил временно исполняющим обязанности губернатора Хабаровского края Дмитрия Демешина.

## Кандидаты
| Кандидат | Кандидат                       | Деятельность/должность (на момент выдвижения)                                                                        | Субъект выдвижения                  | Статус                                                             | Кандидаты в Совет Федерации |
| -------- | ------------------------------ | --- | ----------------------------------- | ------------------------------------------------------------------ | --- |
|          | Дмитрий Викторович Демешин     | временно исполняющий обязанности губернатора Хабаровского края                                                       | «Единая Россия»                     | зарегистрирован                                                    | - Андрей Базилевский, действующий сенатор от Хабаровского края - Наталья Болоняева, руководитель Консультативно-диагностического центра «Вивея» - Андрей Серёжников, бывший начальник Управления ФСБ по Хабаровскому краю |
|          | Константин Борисович Могильный | руководитель регионального центра инжиниринга АНО «Краевой сельскохозяйственный фонд»                                | «Гражданская платформа»             | утратил статус выдвинутого кандидата                               | — |
|          | Пётр Владимирович Перевезенцев | уполномоченный по правам ребёнка в Хабаровском крае, первый секретарь Хабаровского краевого отделения КПРФ           | КПРФ                                | зарегистрирован                                                    | |
|          | Сергей Геннадьевич Прокопьев   | генеральный директор ООО «Балтимор-Амур»                                                                             | «Коммунисты России»                 | зарегистрирован                                                    | |
|          | Михаил Викторович Сидоров      | депутат Хабаровской городской Думы                                                                                   | «Справедливая Россия — За правду»   | утратил статус выдвинутого кандидата (подписи депутатов не поданы) | — |
|          | Андрей Евгеньевич Смалис       | заместитель начальника управления капитального строительства инфраструктурных и линейных объектов ООО «РусХимАльянс» | Казачья партия Российской Федерации | отказ в регистрации                                                | — |
|          | Александр Васильевич Терехов   | директор ООО «ТАКТ»                                                                                                  | Российская партия пенсионеров       | утратил статус выдвинутого кандидата                               | — |
|          | Роза Басировна Чемерис         | депутат Государственной думы VIII созыва                                                                             | «Новые люди»                        | зарегистрирована                                                   | |
|          | Евгений Васильевич Шестюк      | директор по развитию ООО «Мясооптторг»                                                                               | «Родина»                            | утратил статус выдвинутого кандидата                               | — |

## Результаты
| Место                       | Место                       | Кандидат                    | Голосов | %        |
| --------------------------- | --------------------------- | --------------------------- | ------- | -------- |
|                             | 1.                          | Дмитрий Демешин             | 254 245 | 81,03 %  |
|                             | 2.                          | Пётр Перевезенцев           | 25 112  | 8,00 %   |
|                             | 3.                          | Роза Чемерис                | 15 250  | 4,28 %   |
|                             | 4.                          | Сергей Прокопьев            | 9325    | 2,97 %   |
| Действительных бюллетеней   | Действительных бюллетеней   | Действительных бюллетеней   | 303 932 | 96,86 %  |
| Недействительных бюллетеней | Недействительных бюллетеней | Недействительных бюллетеней | 9844    | 3,14 %   |
| Явка                        | Явка                        | Явка                        | 313 776 | 100,00 % |
| Общее число избирателей     | Общее число избирателей     | Общее число избирателей     | 955 360 |          |